# Ted Gärdestad
Ted Gärdestad (Sollentuna, 18 februari 1956 – aldaar, 22 juni 1997) was een Zweeds zanger, componist en muzikant.
Op 15-jarige leeftijd zong hij al, eerst samen met zijn broer Kenneth. Ze maakten enkele populaire Zweedse liedjes als "Jag vill ha en egen måne" en "Sol, vind och vatten". Aan het einde van de jaren 70 was hij het populairst. Het was toen dat hij zich inschreef voor Melodifestivalen om zijn geluk op het songfestival te verzilveren. Hij won de wedstrijd met "Satellit", maar op het Eurovisiesongfestival 1979 werd hij slechts zeventiende uit negentien deelnemers. Hij schreef het lied Helena, dat hij opdroeg aan de Zweedse tennisspeelster Helena Anliot.
Hij werd valselijk beschuldigd voor de moord op politicus Olof Palme, een beschuldiging die hem zwaar raakte.
In zijn laatste jaren leed hij aan een depressie. Hij pleegde in 1997 zelfmoord door zich voor een trein te gooien. Volgens zijn broer was hij aan het einde van zijn leven mentaal gestoord.
- Bibsys: 3077374
- Biblioteca Nacional de España: XX4660283
- Gemeinsame Normdatei: 131965239
- International Standard Name Identifier: 0000 0001 1573 8639
- MusicBrainz: 22dfb355-7b66-4fbf-adcb-8b8fa6440839
- LIBRIS: 260615
- Virtual International Authority File: 70077567
- WorldCat: E39PBJmdpW8VFhtxmp69vKhCQq

1958: Alice Babs · 
1959: Brita Borg · 
1960: Siw Malmkvist · 
1961: Lill-Babs · 
1962: Inger Berggren · 
1963: Monica Zetterlund · 
1965: Ingvar Wixell · 
1966: Lill Lindfors & Svante Thuresson · 
1967: Östen Warnerbring · 
1968: Claes-Göran Hederström · 
1969: Tommy Körberg · 
1971: Family Four · 
1972: Family Four · 
1973: Nova · 
1974: ABBA · 
1975: Lasse Berghagen · 
1977: Forbes · 
1978: Björn Skifs · 
1979: Ted Gärdestad · 
1980: Tomas Ledin · 
1981: Björn Skifs · 
1982: Chips · 
1983: Carola · 
1984: Herreys · 
1985: Kikki Danielsson · 
1986: Lasse Holm & Monica Törnell · 
1987: Lotta Engberg · 
1988: Tommy Körberg · 
1989: Tommy Nilsson · 
1990: Edin-Ådahl · 
1991: Carola · 
1992: Christer Björkman · 
1993: Arvingarna · 
1994: Marie Bergman & Roger Pontare · 
1995: Jan Johansen · 
1996: One More Time · 
1997: Blond · 
1998: Jill Johnson · 
1999: Charlotte Nilsson · 
2000: Roger Pontare · 
2001: Friends · 
2002: Afro-Dite · 
2003: Fame · 
2004: Lena Philipsson · 
2005: Martin Stenmarck · 
2006: Carola · 
2007: The Ark · 
2008: Charlotte Perrelli · 
2009: Malena Ernman · 
2010: Anna Bergendahl · 
2011: Eric Saade · 
2012: Loreen · 
2013: Robin Stjernberg · 
2014: Sanna Nielsen · 
2015: Måns Zelmerlöw · 
2016: Frans · 
2017: Robin Bengtsson · 
2018: Benjamin Ingrosso · 
2019: John Lundvik · 
2021: Tusse · 
2022: Cornelia Jakobs · 
2023: Loreen · 
2024: Marcus & Martinus · 
2025: KAJ